# La Petite-Bourgogne
La Petite-Bourgogne (Engels: Little Burgundy) is een buurt in het arrondissement Le Sud-Ouest in het zuiden van de Canadese stad Montréal, Québec. La Petite-Bourgogne grenst in het zuiden aan Pointe-Saint-Charles.

## Bekende mensen uit Le Petite-Bourgogne
- P Reign, rapper
- Michaëlle Jean, journalist en voormalig gouverneur
- Oscar Peterson, jazzpianist